# Gautam Adani

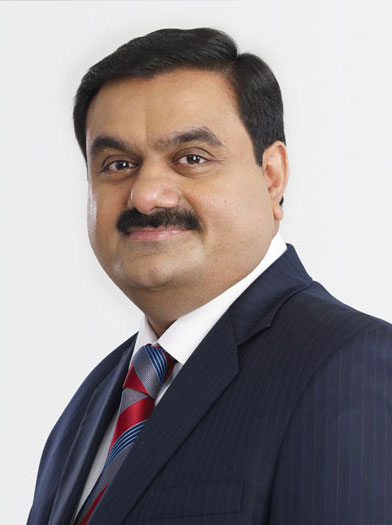
Gautam Adani

Gautam Shantilal Adani (* 24. Juni 1962 in Ahmedabad, Gujarat) ist ein indischer Unternehmer sowie Gründer und Vorsitzender der Adani Group. Die Adani Group ist der größte Hafen- sowie einer der führenden Flughafenbetreiber und Logistiker Indiens. Der in Ahmedabad ansässige Infrastrukturkonzern ist auch Indiens größter Kohleproduzent und größter Kohlehändler. 
Im August 2022 galt Adani als reichster Milliardär Asiens und drittreichster Mensch der Welt; sein Vermögen wurde auf 146 Milliarden Dollar geschätzt. Adani verlor diesen Rang Anfang 2023, nachdem eine Shortselling-Attacke in Verbindung mit Betrugsvorwürfen hinsichtlich Kursmanipulation und Bilanzfälschung zu massiven Wertverlusten seiner Beteiligungen führte.
Adani gilt als einer der einflussreichsten Menschen Indiens und als politisch gut vernetzt. Unter anderem hat er enge Kontakte zu Narendra Modi, der seit Mai 2014 Premierminister Indiens ist.

## Leben
Gautam Adani wurde 1962 geboren. Seine Eltern waren Jainas und betätigten sich im Textilhandel, hatten insgesamt acht Kinder und stammten ursprünglich aus einem Dorf im nördlichen Teil von Gujarat. Nachdem er als Jugendlicher sein Wirtschaftsstudium an der Gujarat University abgebrochen hatte, zog er nach Mumbai und arbeitete im Diamantenhandel, bevor er in seinen Heimatstaat zurückkehrte.
1985 begann er mit dem Import von Primärpolymeren für die Kleinindustrie. 1988 gründete Adani die Adani Exports Limited, die heute als Adani Enterprises Limited bekannt ist – die Holdinggesellschaft der Adani Group. Ursprünglich handelte das Unternehmen mit Agrar- und Energieerzeugnissen.
1991 erwies sich die Politik der wirtschaftlichen Liberalisierung als günstig für sein Unternehmen und er begann, die Geschäfte auf den Handel mit Rohstoffen und Textilien auszudehnen. 1995 begann die Adani Group den Hafen von Mundra zu betreiben. Das Wachstum seiner Gruppe finanzierte der Unternehmer durch umfangreiche Kredite.
Inzwischen ist die Adani Group zu einem multinationalen Unternehmen geworden, welches zu den größten des Landes zählt. Die Gruppe betreibt heute Minen in Indien, Indonesien und Australien und liefert Kohle nach Bangladesch, China und Südostasien.
Mit der Gründung der Tochtergesellschaft Adani Green Energy stieg seine Unternehmensgruppe 2015 in die Erzeugung von Windenergie und Sonnenenergie ein. Der Börsenkurs des Unternehmens stieg von 2017 bis 2022 um 8.000 Prozent, es galt im Mai 2022 als wertvollste Einzelgesellschaft der Adani Group. 2022 folgte der Einstieg in das Zement-Geschäft durch Kauf zweier Hersteller, die zuvor von Holcim kontrolliert worden waren.
Im November 2024 wurde er mit einem Vorwurf des Betrugs im Fall einer Bestechung von indischen Behörden über 250 Millionen US-Dollar in New York angeklagt.

## Persönliches
Er ist mit Priti Adani verheiratet und hat zwei Söhne. Adani ist der Präsident der Adani Foundation, die hauptsächlich von seiner Frau geleitet wird. Die Stiftung führt Projekte zu wohltätigen Zwecken in verschiedenen indischen Bundesstaaten durch.
Adani überlebte die Anschläge in Mumbai 2008 als Geisel im Seafront Taj Hotel. Schon 1997 wurde er Opfer einer Entführung.

## Kontroversen
Sein australisches Minenunternehmen steht wegen seiner Umweltauswirkungen auf das Great Barrier Reef und seines hohen Wasserverbrauchs in der Kritik.
2022 stießen die Pläne Adanis, den beliebten regierungskritischen Fernsehsender New Delhi Television zu übernehmen, auf Argwohn.
Das US-amerikanische Investment- und Recherche-Unternehmen Hindenburg Research warf Adani und seiner Familie „dreiste Aktienmanipulation und Bilanzbetrug“ und den „größten Betrug in der Geschichte von Unternehmen“ vor.
Für den Betrug setze das Unternehmen nach Angaben von Hindenburg Research auch Briefkastenfirmen ein. Die Adani Group wies die Vorwürfe zurück, ohne sie jedoch entkräften zu können.